# Полихрони, Калипсо
Кали́псо Полихро́ни (1803—1827) — гречанка, кишинёвская знакомая А. С. Пушкина и адресат его стихотворений.

## Биография
О её происхождении и ранней жизни ничего неизвестно. По общепринятой версии, Калипсо вместе с матерью в 1821 году бежала из Константинополя в Одессу. Оттуда вместе с матерью она переехала в Кишинёв, где познакомилась с поэтом Александром Сергеевичем Пушкиным. Согласно слухам, ходившим в то время, в ранней юности она была любовницей Джорджа Байрона, который в то время посещал Грецию, но доказательств этому нет.

Согласно мемуаристу Ф. Ф. Вигелю, оставившему воспоминания о её внешности в «Записках»: 
Она была не высока ростом, худощава, и черты у нее были правильные; но природа с бедняжкой захотела сыграть дурную шутку, посреди приятного лица ее прилепив ей огромный ястребиный нос. Несмотря на то, она многим нравилась, только не мне, ибо длинные носы всегда мне казались противны. У нее был голос нежный, увлекательный, не только когда она говорила, но даже когда с гитарой пела ужасные, мрачные турецкие песни; одну из них, с ее слов, Пушкин переложил на русский язык, под именем «Черной шали».
По воспоминаниям Ф. Ф. Вигеля, она была хорошо образована и знала несколько языков: «исключая турецкого и природного греческого, хорошо знала она ещё языки арабский, молдавский, итальянский и французский». Калипсо была адресатом стихотворений Пушкина «Ты рождена воспламенять» и «Иностранке», которое также относят к ней. Кроме того, ей посвящён его рисунок «Портрет Калипсо», нарисованный в 1821 году.
Дальнейшая её судьба неизвестна, вероятно, что она скончалась в 1827 году в Одессе от чахотки.